# Adelaide Livingstone
Adelaide Livingstone (* 19. Januar 1881 in Fall River als Adelaide Stickney; † 1970) war eine britische politische Aktivistin. Sie wurde bekannt als führende Figur der britischen Kriegsgräberfürsorge (War Graves Commission) der Zeit nach dem Ersten Weltkrieg sowie als führende britische Pazifistin der 1930er Jahre.

## Leben und Tätigkeit
Adelaide Strickney stammte aus Boston. Als Quäkerin kam sie während des Ersten Weltkriegs im Rahmen der Quäker-Hilfe nach Europa, um den Bewohnern kriegsbesetzter Gebiete und den Kriegsgefangenen aller Seiten Beistand zu leisten.
Sie verehelichte sich am 14. Mai 1915 in London mit dem britischen Offizier William Henry Darley Livingstone, wodurch sie automatisch britische Bürgerin wurde. Bald danach wurde sie vom britischen Kriegsministerium für die Tätigkeit in der Kriegsgefangenenfürsorge angeworben: Sie wurde schließlich zur ehrenamtliche Sekretärin des von Robert Younger geleiteten Komitees für die Überwachung der Behandlung britischer Kriegsgefangener durch die Feindesseite (Secretary of the Government Committee on the Treatment by the Enemy of British Prisoners of War) ernannt. Damit war sie die erste Frau, die eine derartige Stellung in einer Regierungskommission in Großbritannien übernahm.
1917 nahm sie Verhandlungen von deutschen und britischen Vertretern in Den Haag teil, in denen Regelungen über die wechselseitige Behandlung von Kriegsgefangenen und den Austausch von (zumeist kriegsversehrten) Gefangenen getroffen wurden.
Nach dem Ersten Weltkrieg wurde Livingstone Leiterin der britischen Grave Commission, die das Schicksal von als verschollen geltenden britischen Militärangehörigen und Angehörigen der Armeen der Commonwealth-Staaten des Krieges sowie die Identität von als „unbekannte Soldaten“ geltenden Kriegstoten klären sollte. Zu diesem Zweck unternahm sie zahlreiche Reisen nach Belgien, Frankreich und ins Deutsche Reich, um Soldatenfriedhöfe zu besuchen, um dortige Forschungsarbeiten zu beaufsichtigen, oder in Informationsaustausch mit den staatlichen Stellen dieser Länder zu treten.
In den Jahren 1934 und 1935 Jahren wurde Livingstone mit der Leitung der Organisation – seit dem 11. April 1934 mit dem Rang einer Sekretärin des nationalen Abstimmungsausschusses (National Referendum Committee) – des sogenannten Peace Ballot beauftragt, einer von pazifistischen Organisationen getragenen privaten Initiative, die die Einstellung der britischen Bevölkerung zum Völkerbund und zur Frage der Abrüstung bzw. der durch den Völkerbund verkörperten Ideen kollektiver Sicherheit feststellen sollte. Dazu wurden in großem Maßstab Fragebögen an die Bevölkerung verteilt, um diesbezügliche Angaben zu erhalten. Insgesamt gaben in der in der ersten Jahreshälfte 1935 durchgeführten Befragung 11,6 Millionen Briten (38 % der erwachsenen Bevölkerung des Landes) Fragebögen ab, wobei große Mehrheiten sich jeweils für ein Verbleiben im Völkerbund, für eine allseitige Reduzierung der Rüstungen aller Großmächte auf Grundlage internationaler Verträge, für internationale Verbote zur Herstellung und zum Verkauf von Waffen sowie für die internationale Ächtung von Aggressorstaaten aussprachen. Livingstone, die auch den offiziellen Bericht über die Kampagne verfasste, galt daher spätestens seit diesem Zeitpunkt als eine führende Pazifistin des Landes.
Von den nationalsozialistischen Polizeiorganen wurde Livingstone als Staatsfeindin eingestuft: Im Frühjahr 1940 wurde sie vom Reichssicherheitshauptamt auf die Sonderfahndungsliste G.B. gesetzt, ein Verzeichnis von Personen, die im Falle einer erfolgreichen deutschen Invasion Großbritanniens durch die Sonderkommandos der SS-Einsatzgruppen mit besonderer Priorität ausfindig gemacht und verhaftet werden sollten.

## Schriften
- The Peace Ballot. The Official History, 1935. Al